# Chaber gwieździsty
Chaber gwieździsty (Centaurea iberica Trevir. ex Spreng.) – gatunek rośliny z rodziny astrowatych. Rodzimy obszar występowania obejmuje obszary Azji Zachodniej i Środkowej, Chiny i południowo-wschodnią Europę, ale gatunek ten rozprzestrzeni się także w innych rejonach i obecnie występuje również we Włoszech, Francji, Łotwie, Litwie, Estonii, niektórych stanach USA, w Argentynie. W Polsce jest uprawiany jako roślina ozdobna.

## Morfologia i biologia
Roślina jednoroczna o wysokość 0,3-1,8 m. Cała pokryta jest drobnymi włoskami. Liście pierzaste, złożone z listewkowatych odcinków. Liście różyczkowe duże, kolczaste, liście łodygowe znacznie mniejsze. Kwiaty fioletowe, zebrane w koszyczek. Nasiona z puchem kielichowym. Kwitnie w maju i czerwcu.

## Znaczenie
- Młode liście chabru gwieździstego były zbierane i spożywane jako sałata. Starsza roślina staje się gorzka i jest przez Żydów używana w okresie Paschy do przyrządzania potraw z gorzkich ziół[6].
- Biblia ani razu nie wymienia jego nazwy gatunkowej, w wielu miejscach natomiast mówi o roślinach kolczastych i ciernistych. Wszyscy badacze roślin biblijnych na podstawie kontekstu, wiedzy botanicznej oraz analizy słów hebrajskich i arabskich zgodnie jednak twierdzą, że chodzi tu o chabra gwieździstego. Np. w Księdze Rodzaju (3,17-18) i 2 Księdze Kronik (25,18) jest cytat: „Czy zbiera się winogrona z ciernia albo z ostu figi?”[6].
- W USA jest uważany za chwast i gatunek inwazyjny. Ostre kolce uniemożliwiają wypas zwierząt, utrudniają też wykorzystanie terenu pod rekreację[5].
- W ludowej medycynie tureckiej chaber gwiaździsty jest rośliną leczniczą, używaną do łagodzenia bólu, leczenia reumatoidalnego zapalenia stawów, wysokiej  gorączki, bólu głowy i gojenia się ran. Badania naukowe wykazały, że sprządzona z niego maść działa przeciwzapalnie i ułatwia gojenie się ran[7]

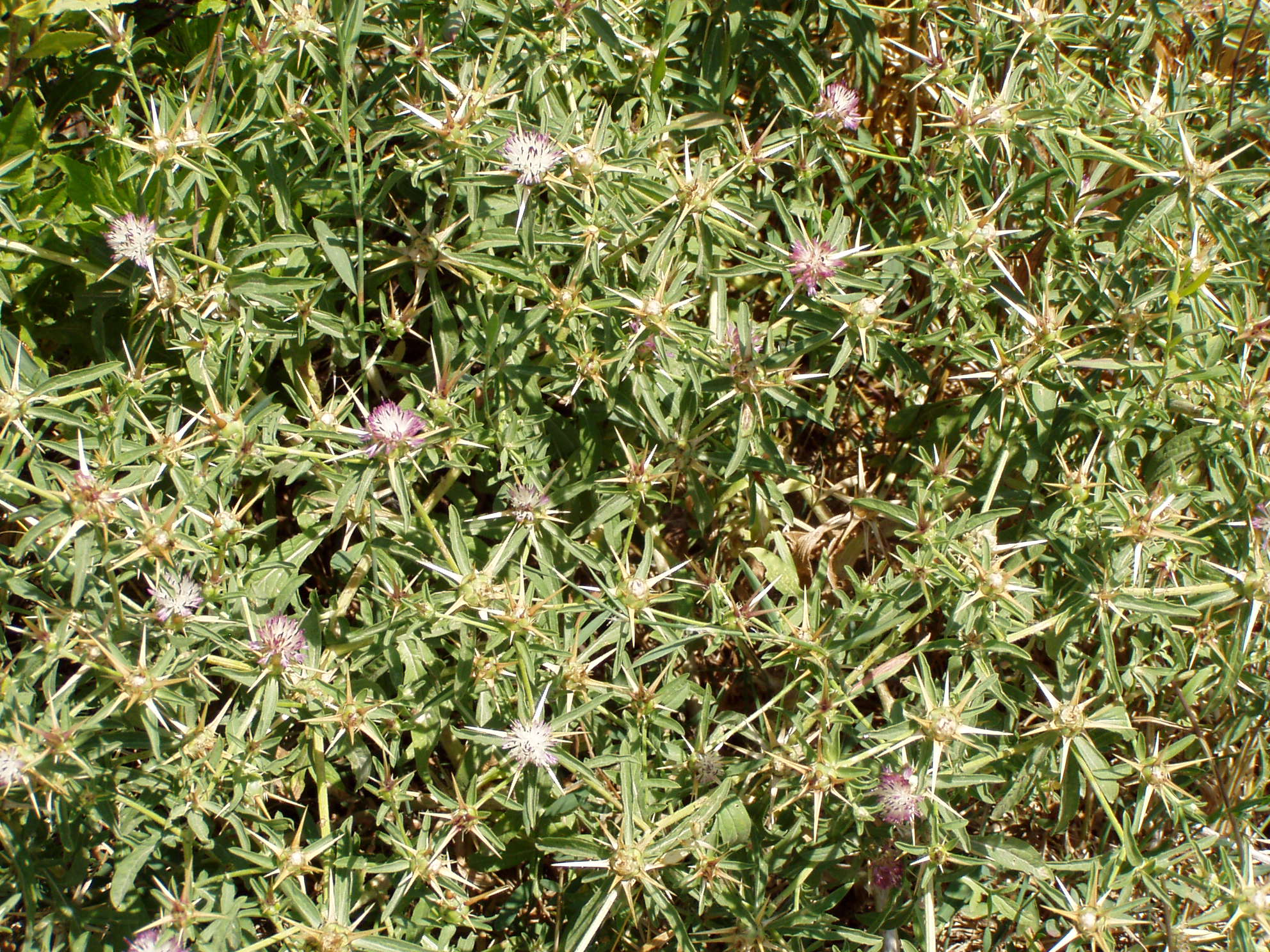
Kępy chabru gwieździstego